# Jacques de Bugnin
Jacques de Bugnin est un écrivain de la fin du XVe siècle, né à Lausanne, considéré comme le premier poète de Suisse romande, à une époque où Lausanne est partie intégrante du duché de Savoie. Il est l’auteur d’un texte, Congié pris du siecle seculier, qui appartient au genre médiéval du congé.

## Biographie
En 1462, il est chapelain de la cathédrale de Lausanne et curé de Saint-Martin de Vaud (dans le canton de Fribourg). En 1476, il est nommé à titre temporaire official (juge ecclésiastique) et vicaire de l’évêché de Lausanne, en l’absence du vicaire général Dominique de Borceriis.
Cette même année 1476, il renonce à ses bénéfices, laisse ses biens à son neveu Pierre Borellier, prêtre du diocèse de Lausanne, et annonce son intention de partir en pèlerinage à Rome. Il n’y a pas de preuves irréfutables de ce séjour à Rome, bien qu'il paraisse plausible. On retrouve Jacques de Bugnin comme moine à l'abbaye cistercienne de Tamié en Savoie. Il n’y a pas de certitude qu’il y soit mort.

## Œuvre littéraire
Il y achève le 3 juillet 1480 un poème, Congié pris du siecle seculier, de 1019 vers : c’est une méditation à caractère moral, avec des éléments autobiographiques dans le prologue de 68 vers et l’explicit. Il est organisé en courtes sentences de deux vers, classées par ordre alphabétique (de Adieu à Vouloir). Ces sentences, qui tiennent souvent du proverbe, ont peu d’originalité et relèvent souvent de la sagesse populaire, en prônant le juste milieu. Le Congié a fait l’objet de quatre éditions incunables  et de quatre éditions imprimées au début du XVIe siècle.